# رقيطة قصيرة الذيل
رقيطة قصيرة الذيل أو رقيطة ملساء (الاسم العلمي: Dasyatis brevicaudata)، نوع شائع من أسماك الرقيطة في عائلة أسماك الشفنين اللاسعة. توجد قبالة سواحل جنوب إفريقيا، وعادةً على عمق 180-480 مترًا (590-1570 قدمًا)، وقبالة سواحل جنوب أستراليا ونيوزيلندا، من منطقة المد والجزر إلى عمق 156 مترًا (512 قدمًا). إنها تعيش في الغالب في القاع ويمكن العثور عليها عبر مجموعة من الموائل من مصبات الأنهار إلى الشعاب المرجانية، ولكنها تسبح أيضًا في المياه المفتوحة كثيرًا. يعد هذا النوع الثقيل الجسم أحد أكبر أنواع الرقيطة في العالم، ويمكن أن ينمو إلى ما يزيد عن 2.1 متر (6.9 قدمًا) ويبلغ وزنه 350 كجم (770 رطلاً). يتميز قرص الزعنفة الصدرية الماسي اللون البسيط بعدم وجود أسنان جلدية حتى في البالغين، ومسام بيضاء بجانب الرأس على كلا الجانبين. يمكن أن يكون الجسم ملونًا بالإضافة إلى اللون الرمادي الداكن أو الأسود مع صفوف من البقع البيضاء على طول كل جناح. يكون ذيله أقصر من القرص عادةً وسميكًا عند القاعدة. وهو مسلح بدرنات كبيرة وصف من الأشواك الكبيرة في خط الوسط أمام العمود اللاسع الذي يحتوي على طيات الزعنفة الظهرية والبطنية خلفه.
يتكون النظام الغذائي لسمك الرقيطة قصيرة الذيل من اللافقاريات والأسماك العظمية، بما في ذلك الأنواع التي تحفر الجحور وتعيش في المياه المتوسطة. ويميل إلى البقاء في منطقة محدودة نسبيًا طوال العام، مفضلًا المياه العميقة خلال فصل الشتاء، ولا يُعرف عنه أنه يقوم بهجرات طويلة. تتشكل مجموعات كبيرة من أسماك الرقيطة موسميًا في مواقع معينة، مثل الصيف في جزر نايتز بور (جزر الفرسان الفقراء) قبالة نيوزيلندا. وقد تم توثيق كل من الولادة والتزاوج داخل التجمعات في نايتز بور. هذا النوع من الأسماك يلد بدون مشيمة، حيث تتغذى الأجنة النامية على التغذية النسيجية ("حليب الرحم") التي تنتجها الأم. تتراوح أحجام البطون عادًة بين 6 و10، ولكن أحجام البطون التي تصل إلى 15 لم يُسمع عنها.
لا تعد سمكة الرقيطة قصيرة الذيل عدوانية، ولكنها قادرة على إحداث جرح مميت بلدغة سامة طويلة. وكثيراً ما يتم اصطيادها بالصدفة من قبل مصايد الأسماك التجارية والترفيهية في جميع أنحاء نطاقتها، وعادًة ما تبقى على قيد الحياة لحين إطلاق سراحها من قبل الصيادين. ولأن أعدادها لا تبدو مهددة بالخطر بسبب النشاط البشري، فإن الاتحاد الدولي لحفظ الطبيعة يدرجها ضمن قائمة الأنواع الأقل إثارة للقلق.